# 알아흐마디 경기장
알아흐마디 경기장(아랍어: ملعب الأحمدي, 영어: Al-Ahmadi Stadium)은 쿠웨이트 알아흐마디에 있는 다목적 경기장이다. 현재는 주로 알샤바브의 홈구장으로 사용된다.